# Alessandro Sibilio
Alessandro Sibilio, född 27 april 1999, är en italiensk friidrottare som tävlar i häcklöpning.

## Karriär
Vid europamästerskapen i friidrott 2024 tog han silver på 400 meter häck.